# Радноршър
Ра̀дноршър (на английски: Radnorshire; на уелски: Sir Faesyfed, Сир Вайсъ̀вед) е историческо графство в Уелс, съществувало в качеството на административно-териториална единица в състава на Англия в период от 1535 до 1888 г. Площта на графството е 1219 m2. Столицата е Ню Раднор.
Радноршър е граничил с уелските графства Брекнокшър на юг, Керъдигиън на запад и Монтгомъришър на север, също и с английското графство Шропшър на север и Херъфордшър на изток.
Графството е било създадено от Хенри VIII по време на административна реформа в Англия.
Със Закона за местното управление от 1888 г., графството е преобразувано в административно графство Радноршър. След това териториалното деление на Уелс е изменено със Закона за местното управление от 1972 г. който създава административна система на две нива, според която земята на Радноршър влиза в състава на графство Поуис, в качеството на териториална единица от второ ниво – район Раднор.
От 1996 г. до днес територията на Радноршър влиза в състава на административана област Поуис.
|  | Тази страница частично или изцяло представлява превод на страницата „Радноршир“ в Уикипедия на руски. Оригиналният текст, както и този превод, са защитени от Лиценза „Криейтив Комънс – Признание – Споделяне на споделеното“, а за съдържание, създадено преди юни 2009 година – от Лиценза за свободна документация на ГНУ. Прегледайте историята на редакциите на оригиналната страница, както и на преводната страница, за да видите списъка на съавторите. ВАЖНО: Този шаблон се отнася единствено до авторските права върху съдържанието на статията. Добавянето му не отменя изискването да се посочват конкретни източници на твърденията, които да бъдат благонадеждни. |